# Wirtschaft Südkoreas
Die Wirtschaft Südkoreas gehört zu den erfolgreichsten Volkswirtschaften der Welt. Sie wird grundsätzlich als freie Marktwirtschaft eingestuft. Im Global Competitiveness Index, der die Wettbewerbsfähigkeit eines Landes misst, belegt Südkorea Platz 15 von 141 Ländern (Stand 2019). Im Index für wirtschaftliche Freiheit belegte Südkorea für 2020 Platz 25 von 180 Ländern. Zu den wichtigsten Unternehmensgruppen des Landes zählen die Samsung Group, die Hyundai Motor Group und die SK Group.
Nach dem Ende des Koreakrieges war Südkorea eines der ärmsten Agrarländer der Welt. 1962 begann eine Phase mit hohem Wirtschaftswachstum, so stieg das Bruttonationaleinkommen in den Jahren von 1962 bis 2008 von 2,3 Milliarden auf 928,7 Milliarden US-Dollar und das Pro-Kopf-Einkommen von 87 US-Dollar auf ca. 19.231 US-Dollar. Während die Exporte in den frühen 1970er Jahren etwa 10 % des BIP ausmachten, lag dieser Prozentsatz im Jahr 2001 bei 37,7 %. Südkorea zählt zu den Tigerstaaten und hat damit den Wandel zu einem Industrieland vollzogen.

## Wirtschaftsstruktur

### Landwirtschaft

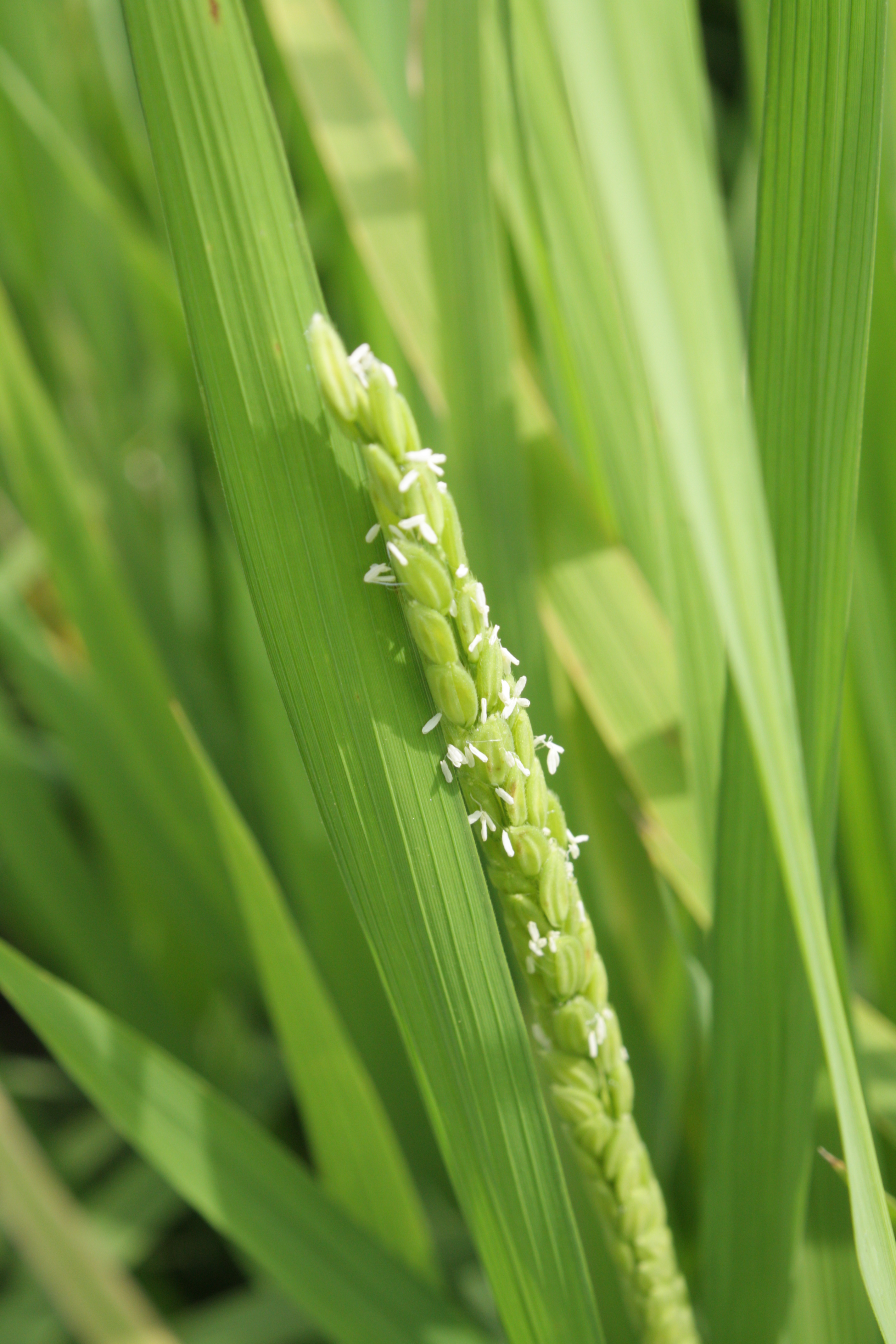
Reisblüte in Sunchang

Der Anteil der südkoreanischen Landwirtschaft am BIP liegt bei 1,76 % (2020) und beschäftigt 5,14 % (2019) der Bevölkerung.
Das Hauptagrarprodukt ist der Reis, welcher in 80 % aller Felder angebaut wird. Daneben werden sowohl Soja, Weizen, Kartoffeln als auch auf Jejudo Obst produziert. Obwohl die meisten Felder bewässert werden müssen, hat der Reisanbau ähnlich wie in Japan einen hohen kulturellen Stellenwert. Doch die sinkenden Preise für Nahrungsmittel führen zu Spannungen zwischen der Bevölkerung und der Regierung. Wie auch in anderen Länder ist der Trend zu beobachten, dass die Zahl der Großbetriebe in der Landwirtschaft wächst, während die alten Familienbauernhöfe immer seltener werden.
Neben der Landwirtschaft spielt auch die Fischerei eine wichtige Rolle. Sie beschäftigt etwa 180.000 Personen. Da die küstennahen Gewässer weitgehend leer gefischt sind, hat die Regierung Regulierungen eingeführt, um das Fischsterben einzudämmen. Wegen der reichen Fischgründe an der innerkoreanischen Seegrenze kommt es regelmäßig zu Streitigkeiten zwischen Fischern aus Nord- und Südkorea.

### Industrie

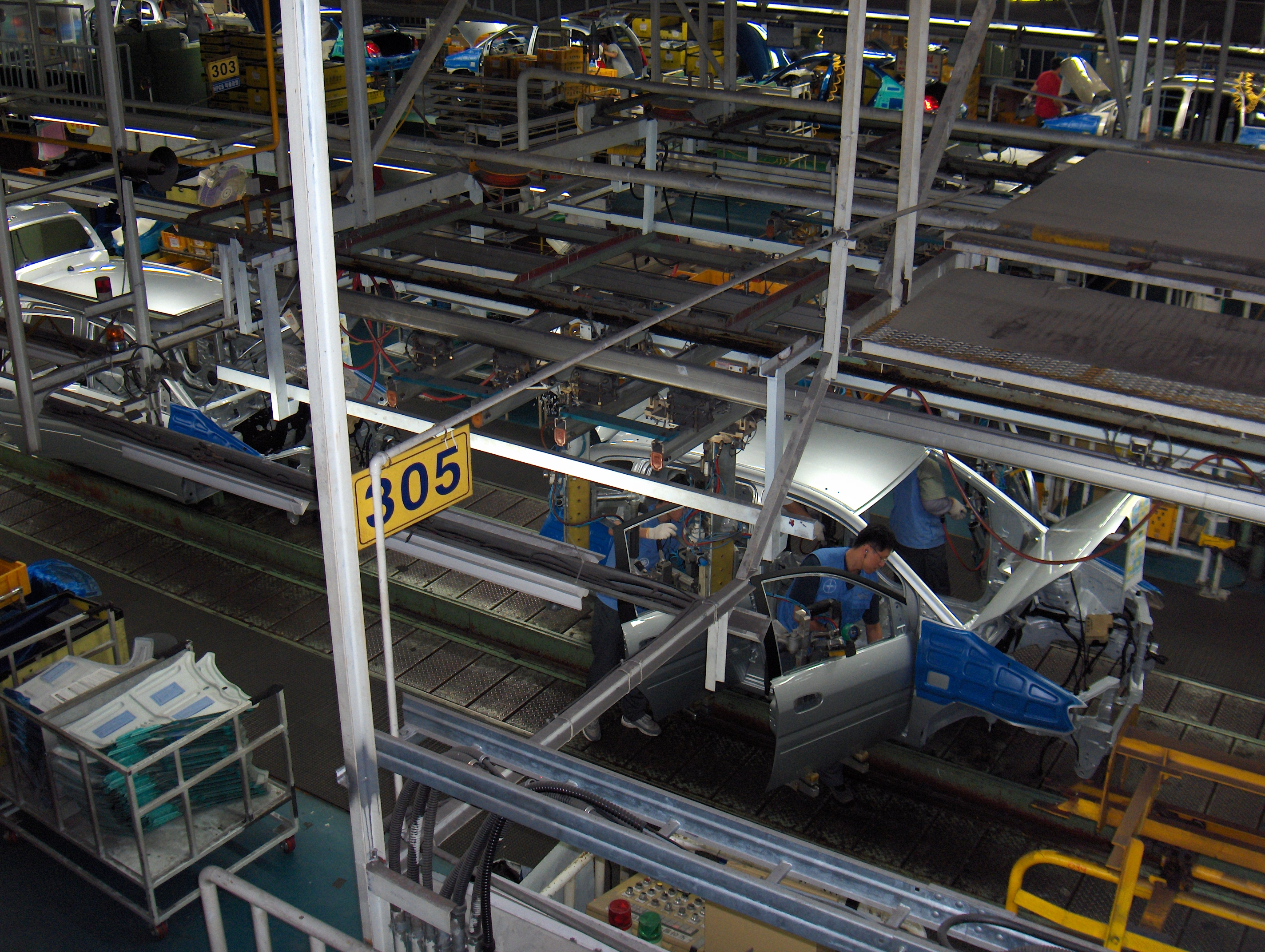
Automobilwerk von Hyundai in Ulsan

Die Industrie spielt in Südkorea eine bedeutende Rolle und beschäftigt 24,58 % (2019) aller Arbeitnehmer. Sie trägt zu 32,8 % (2020) zum Bruttoinlandsprodukt bei.
Rückblickend hat Koreas Industriepolitik ihren Kurs in jedem Jahrzehnt erheblich geändert. In den 1960er Jahren hat Korea damit begonnen, den Export zu fördern, indem es entsprechende Gesetze und Vorschriften erließ und exportorientierte Entwicklungspläne aufstellte. In den 1970er Jahren stand die chemische Industrie im Zentrum der koreanischen Industriepolitik. In den 1980er Jahren kam es zu einer industriellen Umstrukturierung mit dem Ziel, kleine und mittlere Unternehmen zu fördern. Während in den 80er Jahren der Industriesektor meist aus Großkonzernen bestand, konnte sich der Anbietermarkt in den letzten Jahren diversifizieren.
Südkorea hat sich in letzter Zeit auf die Fertigung von Technologieprodukten spezialisiert und konkurriert auf Augenhöhe mit anderen internationalen Herstellern. In der Produktion von Flachbildschirmen, der Chipproduktion, Computern und Schiffen haben südkoreanische Produkte beispielsweise eine marktbeherrschende Stellung erreicht.
Südkorea ist die größte Schiffsbaunation der Welt und rangiert bezüglich der Halbleiter- und Display-Produktion auf Platz eins. Bei der Herstellung von Mobiltelefonen liegt das Land auf dem zweiten Platz. Die Stahl- und Automobil-Industrien betreffend, lag die Volkswirtschaft auf Platz fünf.
Schiffsbauindustrie
Die südkoreanische Schiffsbauindustrie hat seit Anfang des 21. Jahrhunderts ihre Stellung als weltweit größter Produzent von Schiffen behauptet. Im Jahr 2005 deckte sie 40 % der weltweiten Nachfrage ab.
Halbleiterindustrie
Mit fast 11 % des globalen Marktanteils ist die Halbleiterindustrie führend, besonders im Bereich von Flash-Speicher und DRAM (Dynamic Random Access Memory). Die beiden größten Halbleiter-Produzenten, Samsung Electronics und Hynix, rangierten 2008 weltweit auf den ersten beiden Plätzen. Zusammen machten die beiden Unternehmen 50 % des Weltmarkts aus.
Automobilhersteller
Seit Südkorea 1976 erstmals mit dem Export von Autos begann, hat sich die Automobilindustrie in einem rasanten Tempo entwickelt. Als einer der größeren Automobilhersteller produziert das Land jährlich etwa 4 Millionen Fahrzeuge. 2017 war die südkoreanische Automobilproduktion die sechstgrößte weltweit und erwirtschaftete über 10 % des BIP.
Da die Anfrage koreanischer Autos weltweit zunimmt, begannen führende Hersteller in den letzten Jahren damit, Fertigungsanlagen im Ausland zu errichten (s. a.: Kia Motors Slovakia, Hyundai Motor Manufacturing Czech).

### Dienstleistung

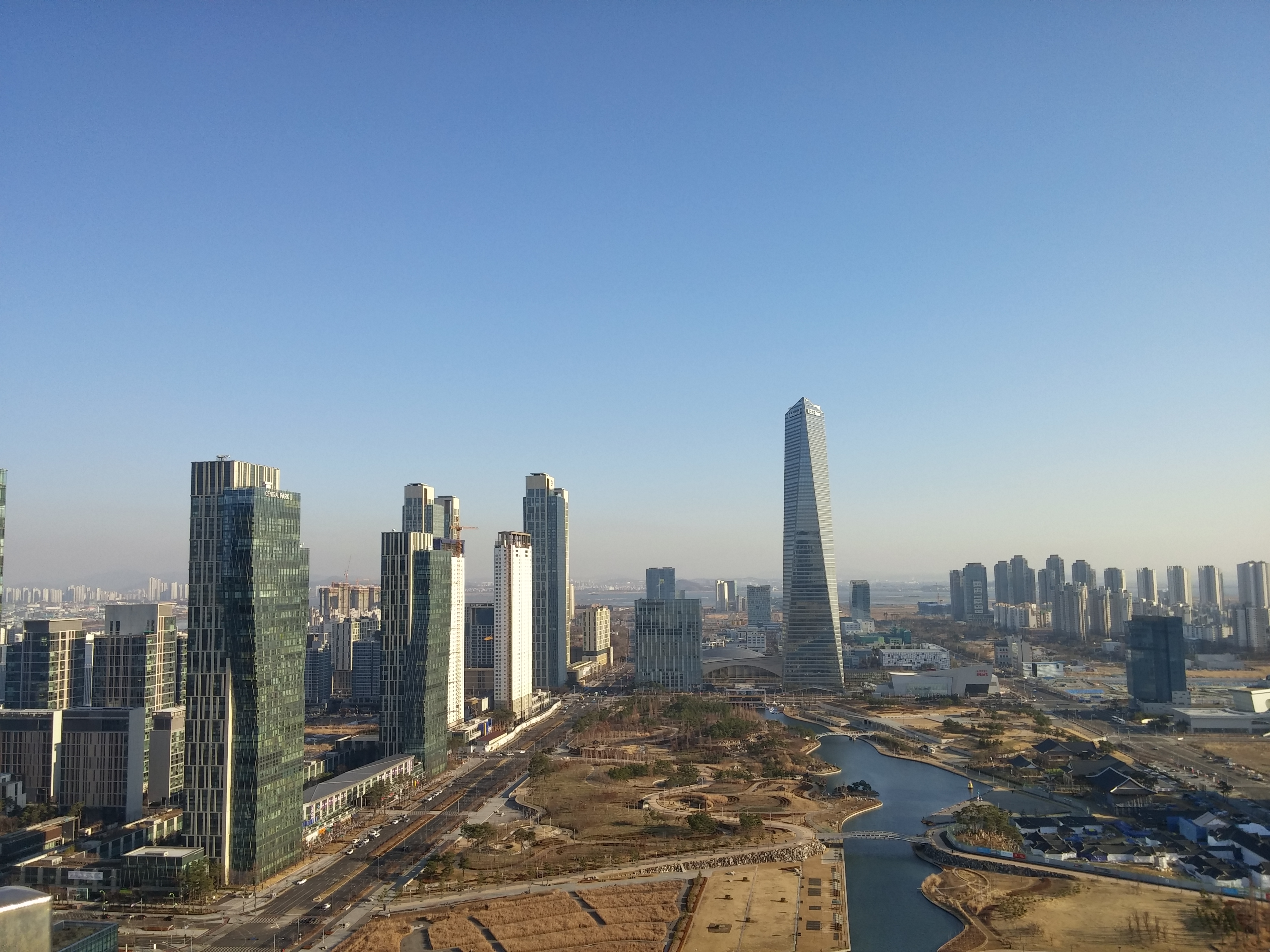
Finanzzentrum in Seoul

Wie viele andere hochentwickelte Industriestaaten ist Südkorea der Anschluss an die Dienstleistungsgesellschaft gelungen. Heute stellt die Dienstleistung etwa 57 % (2020) des gesamten südkoreanischen Bruttoinlandsproduktes und beschäftigt 70,3 % (2019) der Arbeitskräfte. Gerade die Tourismusbranche ist in einem stetigen Aufschwung seit Beginn der 1970er Jahre. Die Sommerolympiade in Seoul 1988 sowie die Fußballweltmeisterschaft 2002 brachten der Wirtschaft hohe Gewinne ein.
Nachhilfeunterricht
Für den privaten Nachhilfeunterricht (Hagwon) wurde 2012 17,5 Mrd. US-Dollar oder 19 Billionen Won von Familien ausgegeben. Im Jahr 2000 hatte das Verfassungsgericht ein eingeschränktes Verbot des Nachhilfeunterrichtes beendet. Im Oktober 2009 entschied das Verfassungsgericht, dass die Regelung rechtens ist, wonach kein Unterricht nach 22 Uhr erlaubt ist. An der Börse war eines der erfolgreichsten Online-Nachhilfeunternehmen das im Jahr 2000 gegründete Unternehmen Megastudy, das 2007 einen Umsatz von 162 Mrd. Won machte. Auf dieser Plattform ist beispielsweise der Mathe-Nachhilfelehrer Hyun Woo-jin zu finden, der jährlich zwischen 20 und 30 Mrd. Won oder 17 bis 26 Mio. US-Dollar mit seinen Videos verdienen soll.
Ein mit diesem Phänomen zusammenhängendes Problem sind die sogenannten „gireogi appa“. Gemeint sind damit Männer, die ihre Kinder zur Schule ins Ausland schicken, während sie in Korea zurückbleiben. Eventuell geht die Mutter der Kinder mit ins Ausland.

#### Kapitalmarkt
Das Land führt eine Wertpapierbörse, die als Korea Exchange bekannt ist. Der zugehörige Leitindex der Volkswirtschaft ist der KOSPI, wobei auch der KOSDAQ als Pendant zum US-Amerikanischen NASDAQ zu nennen ist.

#### Staatsfonds
Südkorea verfügt mit der Korea Investment Corporation über einen der größeren und erfolgreichen Staatsfonds der Welt.

### Energiewirtschaft
Südkorea bezieht seinen gesamten Erdölbedarf aus dem Ausland. Kernkraftwerke produzierten 2015 etwa 30 % des elektrischen Stroms (siehe auch: Kernenergie in Südkorea). Die Korea Electric Power Corporation ist das staatliche Energieversorgungsunternehmen Südkoreas, welches auch die Atomkraftwerke betreibt. Das größte private Energieunternehmen ist Posco Energy. Die Korea Gas Corporation ist der weltweit größte Importeur von Flüssigerdgas.

### Rohstoffabbau
Staatliche Rohstoffunternehmen
Mine Reclamation Corp. (Mireco), vor 2021 Korea Resources Corporation (Kores): Vom Staat am 5. Juni 1967 gegründet. Das Unternehmen sollte unter anderem koreanische Unternehmen bei der Finanzierung helfen, die sich mit dem Rohstoffabbau von strategisch wichtigen Ressourcen beschäftigen. Es handelt sich dabei um: Steinkohle, Uranium, Eisenerz, Kupfer, Zink und Nickel, seit Kurzem auch Metalle der Seltenen Erden und Lithium.
Korea Coal Corp. (Kocoal): 1950 gegründet (es gab bereits in der Besatzungszeit ein Unternehmen). Betreibt unter anderem mehrere südkoreanische Steinkohle-Bergwerke.
Korea National Oil Corp. (KNOC): Das Unternehmen beutet weltweit Öl- und Gasfelder aus. Seit November 2014 ist das Hauptquartier in Ulsan.
Sangdong-Bergwerk
Das Bergwerk liegt in der Provinz Gangwon-do im Taebaek-Gebirge (37° 8′ 45″ N, 128° 50′ 10″ O). 1918 wurde die Lagerstätte von Scheelit entdeckt, woraus das Schwermetall Wolfram gewonnen werden kann. Von 1938 bis 1946 wurden 7500 Tonnen gefördert, 1948 und 1949 10.000 Tonnen und 1950 bis 1959 56.000 Tonnen. Das Bergwerk wurde 1992 geschlossen, weil die Förderung nicht mehr wirtschaftlich war. Die Bergbaukonzession für diese Lagerstätte wurde 2001 neu vergeben. Die Produktion soll im 4. Quartal 2022 aufgenommen werden.
Die Exporterlöse des Bergwerks waren für Südkorea nach dem Koreakrieg (1950–53) von großer Bedeutung.

## Wirtschaftsdaten

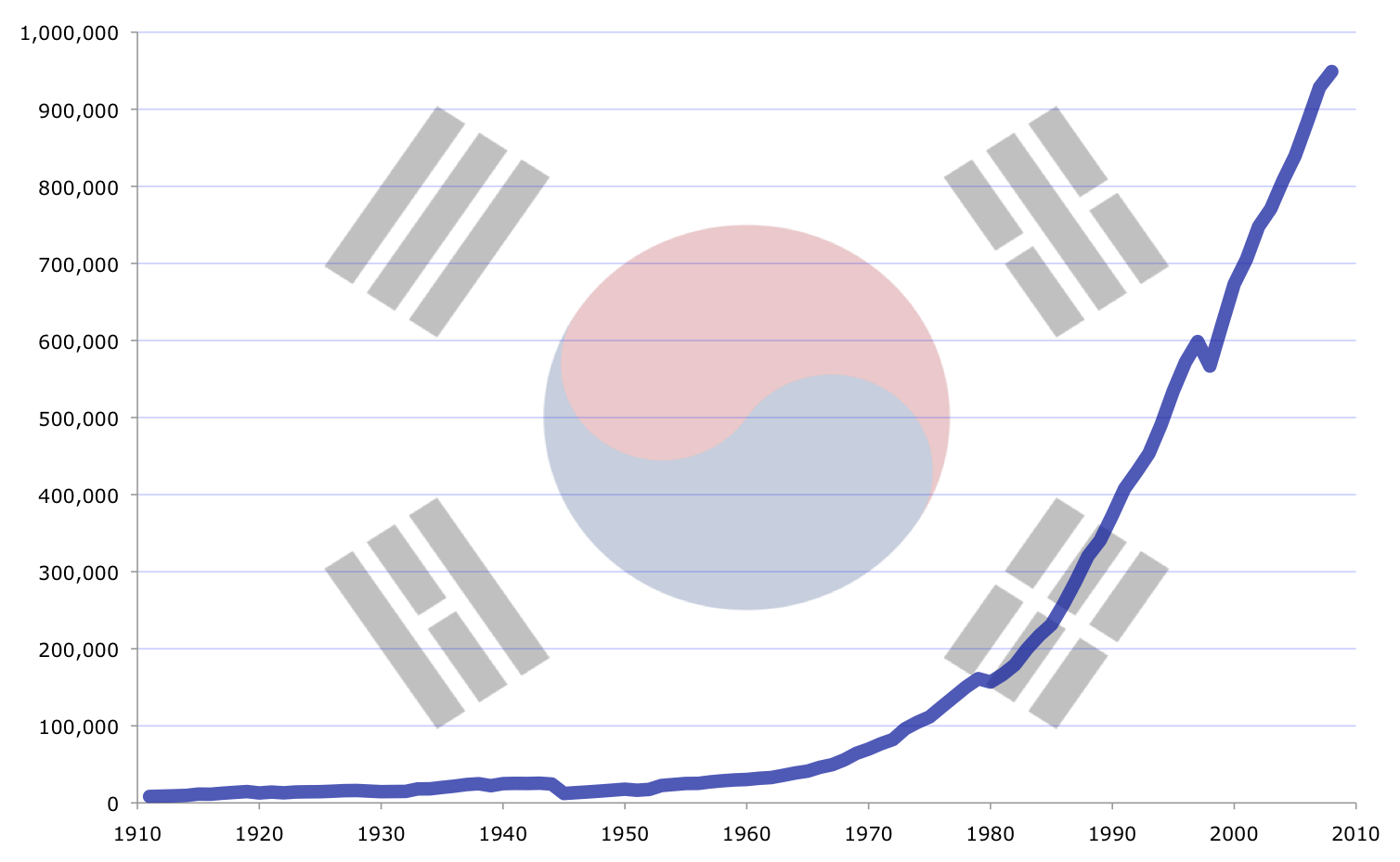
Entwicklung des südkoreanischen BIP (PPP) von 1911 bis 2008

Das Bruttoinlandsprodukt Koreas liegt bei 1.642 Milliarden US-Dollar (Stand 2019). Damit stellt Südkorea die zwölftgrößte Volkswirtschaft der Welt dar. In einigen Bereichen der Technologie ist Südkorea Marktführer. Im Weltaußenhandel gehört Südkorea mit einem Gesamtexport von etwa 654 Milliarden US-Dollar mittlerweile zu den acht exportstärksten Volkswirtschaften. Im Asienraum ist Südkorea hinter China und Japan die drittstärkste Exportnation. Das Bruttoinlandsprodukt pro Kopf (43.029 US-Dollar, kaufkraftbereinigt) entspricht in etwa dem des EU-Durchschnitts (44.439 US-Dollar, kaufkraftbereinigt).
Größte Handelspartner (2020) sind:
- Export: VR China (25,9 %), USA (14,5 %), Vietnam (9,5 %), Hong Kong (6,0 %), Japan (4,9 %)
- Import: China (23,3 %), USA (12,4 %), Japan (9,8 %), Deutschland (4,4 %), Vietnam (4,4 %)

Die wichtigsten Handelsprodukte (2020) sind:
- Export ($512,7 Mrd.): ICs (16,2 %), Autos (7 %), petrochemische Erzeugnisse (4,5 %), Smartphones (3,5 %), Schiffe (3,2 %)
- Import ($467,5 Mrd.): Erdöl (9,5 %), ICs (8,6 %), Erdgas (4 %), Öl (2,7 %), Smartphones (2,6 %)

Die wichtigsten gehandelten Dienstleistungen (2020) sind:
- Export ($96,3 Mrd.): Transport (28,8 %), verschiedene Dienstleistungen (22,5 %), Reisen (15,9 %), Bau (13 %), Lizenzen (8 %), Computer Dienstleistungen (5,3 %), Finanzdienstleistungen (3 %)
- Import ($118,4 Mrd.): Verschiedene Dienstleistungen (27,8 %), Transport (27,1 %), Reisen (27 %), Lizenzen (8,3 %), Bau (2,8 %), Computer Dienstleistungen (2,6 %), Finanzdienstleistungen (1,7 %)

| Jahr                      | 2016 | 2017 | 2018 | 2019 | 2020  | 2021 |
| ------------------------- | ---- | ---- | ---- | ---- | ----- | ---- |
| Veränderung in % ggü. Vj. | 2,95 | 3,16 | 2,91 | 2,04 | -0,96 | 3,59 |

## Vermögen
Südkorea stand, laut einer Studie der Bank Credit Suisse aus dem Jahre 2017, auf Rang 10 weltweit beim nationalen Gesamtvermögen. Der Gesamtbesitz an Immobilien, Aktien und Bargeld belief sich auf insgesamt 6.586 Milliarden US-Dollar. Das Vermögen pro erwachsene Person beträgt 160.609 Dollar im Durchschnitt und 67.934 Dollar im Median (in Deutschland: 203.946 bzw. 47.091 Dollar). Beim Vermögen je Einwohner gehört Südkorea damit zu den Top 20 Ländern weltweit. Insgesamt war 38,1 % des gesamten Vermögens der Südkoreaner finanzielles Vermögen und 61,9 % nicht-finanzielles Vermögen. Der Gini-Koeffizient bei der Vermögensverteilung lag 2017 bei 70, was auf eine relativ moderate Vermögensungleichheit hindeutet. Die obersten 10 % der koreanischen Bevölkerung besaßen 47,6 % des Vermögens und die obersten 1 % besaßen 17,5 % des Vermögens. Der Anteil der Koreaner mit einem Vermögen von über einer Million Dollar wird auf 1,7 % der Bevölkerung geschätzt.

## Arbeitsmarkt
Gemäß OECD-Daten aus dem Jahre 2004 beträgt die Arbeitsleistung koreanischer Arbeiter 2390 Stunden pro Jahr. Das seien 400 Stunden mehr als die zweitgrößte Stundenzahl (nämlich in Polen) und 34 % mehr als in den Vereinigten Staaten. Nach Angaben der südkoreanischen Regierung sank die Zahl der Arbeitsstunden geringfügig auf 2316 im Jahre 2007.
Die Zahl der durchschnittlichen geleisteten Arbeitsstunden pro Jahr in Korea liegt am höchsten in der OECD.
Das monatliche Arbeitseinkommen bei Beschäftigten in kleinen und mittleren Unternehmen war 2018 weniger als halb so groß wie in großen Unternehmen: 2,31 Millionen Won ($1985) statt 5,01 Millionen Won. Auch beim Einkommen von Männern und Frauen gibt es einen großen Unterschied: Frauen verdienten 2018 im Durchschnitt 2,25 Millionen Won, Männer 3,47 Millionen Won. Die Branchen mit den höchsten Löhnen waren Elektronik, Energie und konventionelle Kraftwerke mit 6,19 Millionen Won, dem folgten Finanz- und Versicherungsunternehmen mit 6,17 Millionen Won. Die Branchen mit den geringsten Löhnen waren Herbergen und Speiselokale mit 1,32 Millionen Won, denen Wartung und Leasing mit 1,89 Millionen Won folgten.
Bildungsstand

Der Bildungsstand in Korea ist im Vergleich zu anderen OECD-Staaten sehr hoch. Die Pisa-Studie hat erwiesen, dass die Republik Korea in zahlreichen Gebieten hohe Werte aufweisen kann (Mathematik). Einige der weltbesten Universitäten sind in der Republik Korea angesiedelt. Zu den wichtigsten Bildungseinrichtungen gehören die sogenannten SKY-Universitäten (Seoul National University, Korea University und Yonsei University), sowie das KAIST in Daejeon.
Arbeitslosigkeit

Der Arbeitsmarkt Südkoreas umfasste im Jahr 2004 etwa 22,8 Millionen Personen. Die Arbeitslosenquote lag gleichzeitig bei etwa 3,5 %. Die Arbeitslosigkeit in Südkorea ist auf einem vergleichsweise niedrigen Stand und beträgt ungefähr 3,7 % (2010). Problematisch ist allerdings die hohe Jugendarbeitslosigkeit. Im Januar 2011 betrug die Arbeitslosenquote 3,8 %.
Mindestlohn

In Südkorea gilt ein Mindestlohn, der jährlich angepasst wird. Im Jahr 2016 beträgt dieser 6.030 Won pro Stunde. Das Ministerium für Gesundheit und Wohlfahrt schätzt, dass sich etwa 1,4 Millionen Personen unterhalb der Armutsgrenze befinden und weitere 3,2 Millionen in potenzieller extremer Armut leben.
Gewerkschaften

Die Arbeitsmärkte in der Republik Korea sind weitgehend flexibilisiert. Die großen Gewerkschaften des Landes sind die Koreanische Gewerkschaftsföderation und der Koreanische Gewerkschaftsbund.
Insgesamt gab es im Jahr 2003 in Südkorea mehr als 6500 Gewerkschaften, die etwa 11 % aller Arbeitskräfte vertraten. Die meisten dieser Gewerkschaften existieren auf Firmenebene. Im gleichen Jahr gab es 319 Streiks, bei denen insgesamt 1,3 Millionen Arbeitstage verloren gingen. Die Regierung wurde wiederholt dafür kritisiert, Gewerkschaften im öffentlichen Sektor nicht anzuerkennen und Gewerkschafter, die sich bei Streiks engagieren, verhaften zu lassen.
Frauen

Etwa die Hälfte der südkoreanischen Frauen im arbeitsfähigen Alter sind beruflich aktiv. Im Januar 2010 wurde die Zahl der berufstätigen Frauen mit 9,4 Millionen angegeben. Die Anzahl der arbeitslosen Frauen betrage etwa 495.000.
Illegale „Migrant Workers“

Die Lage der Gewerkschaften und die Situation der Arbeitnehmer wurde immer wieder von Menschenrechtsorganisationen wie Amnesty International kritisiert. Ein bedenkliches Problem stellen dabei die Wanderarbeiter aus verschiedenen südostasiatischen Ländern stammen. Die Zahl der illegalen „Migrant Workers“ wird von Amnesty International auf 220.000 beziffert.

## Wirtschaftsgeographie
In den 1960er und 1970er Jahren entschied die Politik in hohem Maße in welche Regionen staatliche und private Gelder flossen. Dies führte neben anderen Ursachen zu einem Regionalismus, der sich auch in den politischen Wahlen zeigte und dem etwa seit den 2000er Jahren durch Dezentralisierung politisch entgegengewirkt wird.
| …                             |
| Klickbare Karte mit Wikilinks |

Seoul: Die Stadt liegt im Nordwesten des Landes und ist mit etwa 10 Mio. Einwohnern die größte Stadt Südkoreas. Im gesamten Nordwesten leben etwa 50 % der Bewohner Südkoreas. Der Großraum Seouls gehört zu den wirtschaftsstärksten Metropolregionen weltweit.
Incheon: Die drittgrößte Stadt im Nordwesten Südkorea mit 3 Mio. Einwohnern (2019). Die Hafen- und Industriestadt liegt nur wenige Kilometer entfernt von Seoul. Der 2001 eröffnete Flughafen Incheon ist der größte (ohne 2020) Flughafen Südkoreas, auch größer als der ältere Flughafen Gimpo in Seoul. Incheon ist auch der Heimatflughafen von Korean Air (Hanjin Group), der 1969 privatisierten ehemaligen staatlichen Korean National Airlines (gegründet 1947).
Busan: Die zweitgrößte Stadt im Südosten mit 3,5 Mio. Einwohnern (2019).
Hauptsitz des Unternehmens Hanjin Heavy Industries & Construction, das eines der größten Bau- und Schiffsbau-Unternehmen Südkoreas ist. Eine der zwei Werften ist in Yeongdo-gu (Busan).
Präsident Kim Dae Jung entschied sich für Busan als Sitz der Terminbörse (1999), doch mit der Fusion (Januar 2005) mit der in Seoul angesiedelten anderen Börse wanderte der Hauptsitz der Korea Exchange nach Busan. Von den insgesamt 700 Beschäftigten arbeiten jedoch noch 400 in Seoul (Stand 2014).
Hafen von Busan: Der Hafen sind eigentlich mehrere Häfen, die 2020 zusammen – unter anderem – Container im Umfang von 21 Millionen TEU per Schiff von und nach Südkorea abgefertigt haben. Damit steht der Hafen weltweit an 7. Stelle (Stand 2020).
Daegu: Die viertgrößte Stadt mit 2,5 Mio. Einwohnern. Die Stadt war nach dem Korea-Krieg das wirtschaftliche Zentrum, weshalb die Stadt damals eine Verzehnfachung der Bevölkerung erlebte. Die hauptsächlichen Wirtschaftsbranchen sind Textil, Metalle und Maschinenbau.
Daejeon: Die fünftgrößte Stadt mit 1,5 Mio. Einwohnern. Die Stadt liegt in der Mitte Südkoreas. In den 1980ern verlagerte die Regierung einige staatliche Einrichtungen aus Seoul hier her, einschließlich des KAIST (Korea Advanced Institute of Science and Technology). Hier haben sich auch eine Vielzahl an privaten und öffentlichen Forschungseinrichtungen angesiedelt. Daejeon ist der Hauptsitz einiger High-Tech Start-up-Unternehmen.
Gwangju: Die sechstgrößte Stadt im Südwesten mit 1,5 Mio. Einwohnern (2019). Der erste 5-Jahres Entwicklungsplan sah die staatliche Förderung für die Produktion von CKD-Autos vor und so wurde am 3. Mai 1962 Asia Motors in Gwangju gegründet. Die erste Fabrik wurde am 2. Juli 1965 eröffnet. 1976 erwarb Kia Motors das Unternehmen, das seit 1998 Teil der Hyundai Motor Group ist.
2021 wurde mit Gwangju Global Motors eine neue Automobilfabrik in Gwangju eröffnet. Die größten Aktionäre sind die Gwangju Metropolitan Government mit 21 % und die Hyundai Motor Company mit 19 %. Die Zusammenarbeit von Stadt, Unternehmen und Gewerkschaft wird als „Gwangju job model“ bezeichnet.
Ulsan: Die siebtgrößte Stadt mit 1,2 Mio. Einwohnern. Hier gibt es eine große Autofabrik von Hyundai Motor Company, Hyundai Heavy Industries hat hier mehrere Schiffswerften und SK Group betreibt hier eine große Ölraffinerie.
Sejong: Die Stadt ist eine ursprünglich von Präsident Roh Moo-hyun geplante (2003) neue Hauptstadt, die nördlich der Stadt Daejeon liegen sollte. Letztlich realisiert wurde bisher der Umzug diverser staatlicher Stellen – einschließlich einiger Ministerien – nach Sejong. Die Stadt hat im Jahr 2020 360.000 Einwohnern.

## Südkoreanische Unternehmensgruppen
Für Südkorea kennzeichnend sind die großen Unternehmensgruppen, die Jaebeol, bei denen Unternehmen aus verschiedensten Wirtschaftssektoren eng zusammenarbeiten. Zu den wichtigsten Jaebeol gehören die Samsung Group (gegründet von Lee Byung-chull 1938), die Hyundai Motor Group, die LG Group und die SK Group.
Indem Kapital, erfahrenes Führungspersonal, Unternehmen der eigenen Gruppe als Zulieferer und Beziehungen, beispielsweise zu Politik und Verwaltung, genutzt werden, können die neuen Unternehmen schnell wachsen. Das war besonders in den 60er und 70er Jahren wichtig, in der Zeit als Südkorea noch weitgehend ein Agrarland war und der Staat massiv Einfluss auf die Wirtschaft nahm. Um das zur Verfügung stehende Kapital zu vergrößern, legten sich viele Jaebeol Finanzunternehmen zu (z. B. Versicherungen und Investmentgesellschaften): Der Besitz von Banken hingegen war verboten. Hinzu kam, dass bis zur Asienkrise die staatliche Aufsicht bei Finanzunternehmen gering war. Im März 1998 kontrollierten bsw. die Top 5 Jaebeol mehr als 30 Finanzunternehmen.
Es kann auch zu Aufspaltungen in mehrere Gruppen aus finanziellen oder familiären Gründen kommen. Bei Letzterem könnte es sich beispielsweise um einen Generationenwechsel innerhalb der Familie des Unternehmensgründers handeln. Dabei ist eine Erbschaftssteuer zu zahlen, die in Südkorea mehr als 50 % betragen kann. Finanzielle Gründe für eine Neustrukturierung gab es beispielsweise infolge der Asienkrise 1997/1998. Die Asienkrise war auch wirtschaftspolitisch ein Wendepunkt für die Jaebeol, da nun vieles reguliert wurde. Präsidenten Kim Dae-jung (1998 bis 2003) veranlasste einige wichtige Reformen. Es gab auch noch später politischen Druck in der Öffentlichkeit, beispielsweise nach dem Skandal um die Tongyang Gruppe 2013, als eine Regulierung von Unternehmensgruppen, zu denen auch Banken oder Versicherungen gehören, thematisiert wurde.

## Aktuelle Wirtschaftspolitik
Die Regierung versucht ab den 1980er Jahren kleine und mittlere Unternehmen (KMU) und ab den 1990er Jahren zusätzlich Start-up-Unternehmen zu fördern. Es gibt sogar seit Juli 2017 ein eigens von Präsident Moon Jae-in so benanntes Ministerium. Bei KMUs in Korea ist augenfällig, dass ihre Produktivität im Durchschnitt im Vergleich zu großen koreanischen Unternehmen bei nur etwa 30 % liegt und deshalb können sie in der Regel auch nur deutlich niedrigere Löhne zahlen.
Seit den 2000er Jahren versucht die Regierung auch die Wirtschaftsförderung zu dezentralisieren. Das bedeutet beispielsweise, dass nicht mehr die Hauptstadt Seoul, sondern die gesamte Metropolregion „Sudogwon“ mit ihren fast 30 Millionen Einwohnern betrachtet wird. Ein weiteres Beispiel ist, dass mehrere, über das ganze Land verteilte Freiwirtschaftszonen ausgewiesen wurden. Das waren die Incheon Free Economic Zone in Incheon 2003, die Busan/Jinhae FEZ in Busan und in der Provinz Gyeongsangnam-do 2004, die Gwangyang FEZ in den Provinzen Jeollanam-do und Gyeongsangnam-do, die Yellow Sea FEZ in den Provinzen Chungcheongnam-do und Gyeonggi-do 2008, die Saemangeum/Gunsan FEZ in der Provinz Jeollabuk-do 2008, die Daegu/Gyeongbuk FEZ () in Daegu und der Provinz Gyeongsangbuk-do 2008, die Chung Buk FEZ („Bio Valley“, „Aeropolis“ und „Ecopolis“„“) in der Provinz Chungcheongbuk-do, nahe am Flughafen Cheongju 2013 und die East Coast FEZ in Donghae und der Provinz Gangwon-do 2013.
2015/16 wurde ein sogenannter „Stewardship Code“ zuerst von der Financial Services Commission und dann vom 2002 gegründeten privaten Korea Corporate Governance Service erarbeitet. Es geht darum, dass institutionelle Investoren eine aktive Kontrolle der Unternehmen übernehmen und damit für eine gute Unternehmensführung sorgen. Der „Stewardship Code“ lehnt sich an den UK Stewardship Code von 2010 an, wobei in Südkorea das adressierte Problem oft darin besteht, dass Jaebeol in der Regel von Minderheitsaktionären – den Gründern oder dessen Erben – geführt werden und deren Interessen verfolgen.

## Wirtschaftsgeschichte

### Öffnung und Gabo-Reformen

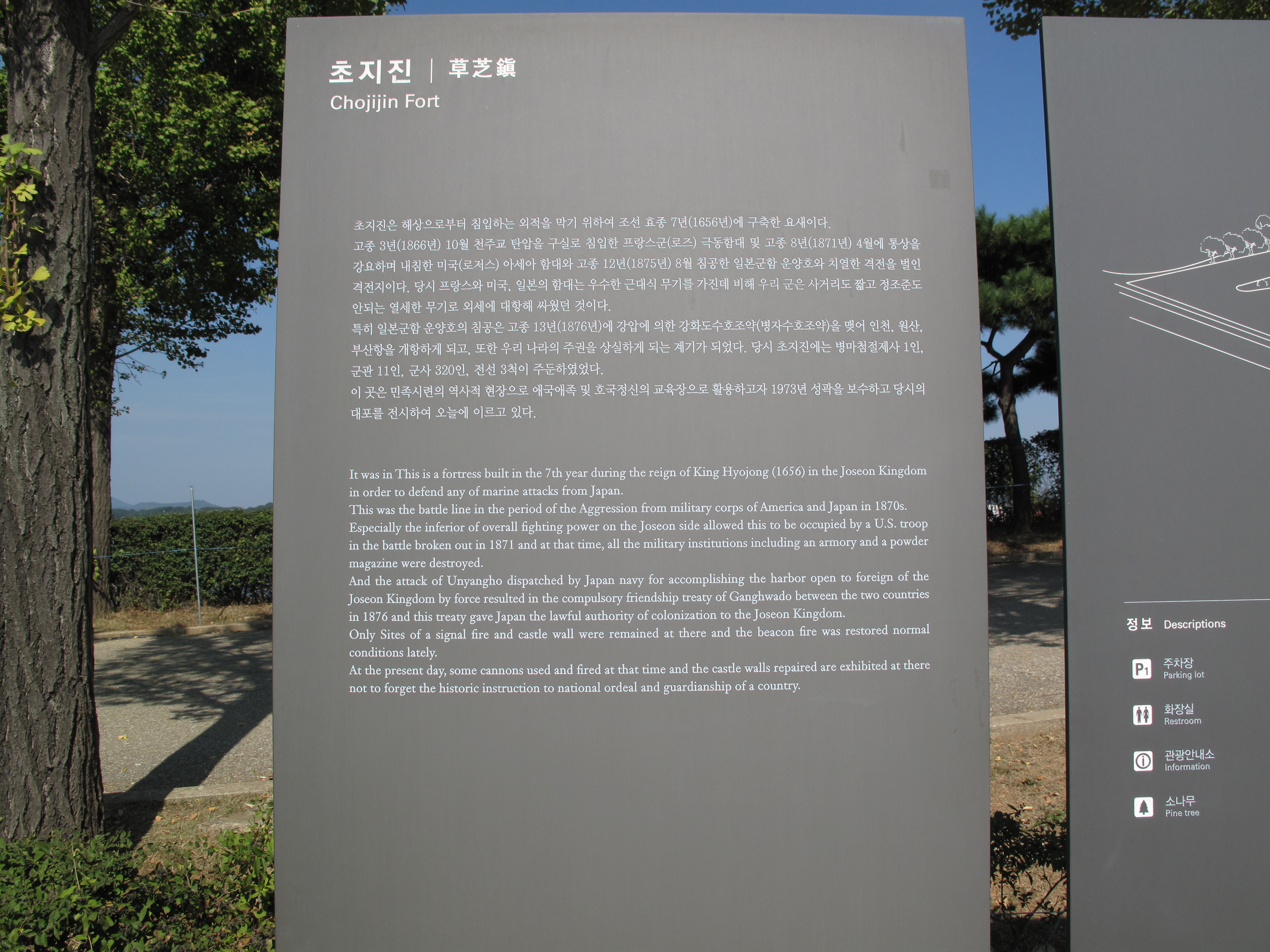
Erinnerungstafel auf der Ganghwa-Insel

Mit dem am 26. Februar 1876 geschlossenen Vertrag von der Ganghwa-Insel (Insel Ganghwado bei Incheon) wurde die Öffnung des koreanischen Marktes von Japan erzwungen. Drei Häfen wurden für Exporte und Importe mit Japan geöffnet: Busan, Incheon und Wŏnsan in Nordkorea. Bereits im Juni 1871 hatte es hier eine Schlacht zwischen Amerikanern und Koreanern gegeben (Schlacht auf der Ganghwa-Insel), mit dem Versuch den Hafen zu öffnen. 1882 unterzeichnete Korea mit den Vereinigten Staaten und Großbritannien ähnliche Verträge, dem weitere vergleichbare Verträge folgten – Deutschland 1883, Russland und Italien 1884, Frankreich 1886 usw.
Die Gabo-Reformen von 1894 bis 1896 bestanden aus einer Vielzahl an Reformen darunter auch wesentliche wirtschaftliche Reformen, wie die Abschaffung der Sklaverei, einer geänderten Steuererhebung, die Errichtung eines modernen Schulsystems sowie eines Postdienstes.
Der Hintergrund war, dass Korea zum Spielball seiner Nachbarn China, Japan und Russland geworden war, wie beispielsweise im ersten Japanisch-Chinesischen Krieg. Zwischen Juni und September 1894 kämpften japanische und chinesische Truppen rund um Seoul und Pjöngjang. Nach der Niederlage bei Pjöngjang bezogen die Chinesen auf der chinesischen Seite des Grenzflusses Yalu eine Verteidigungsposition, die sie aber nicht halten konnten und so marschierten die Japaner in China ein, wo sie unter anderem den wichtigen Hafen Port Arthur auf der Halbinsel Liaodong eroberten und die Unabhängigkeit Koreas von China anerkannt wurde (Ausscheiden aus dem chinesischen Tributsystem). Auch beim Russisch-Japanischen Krieg (1904–1905) bestand die japanische Strategie darin, von Korea aus den Fluss Yalu zu überqueren, um unter anderem das nun von Russland gepachtete Port Arthur erneut zu erobern (siehe: Abkommen über die Pacht der Liaodong-Halbinsel).

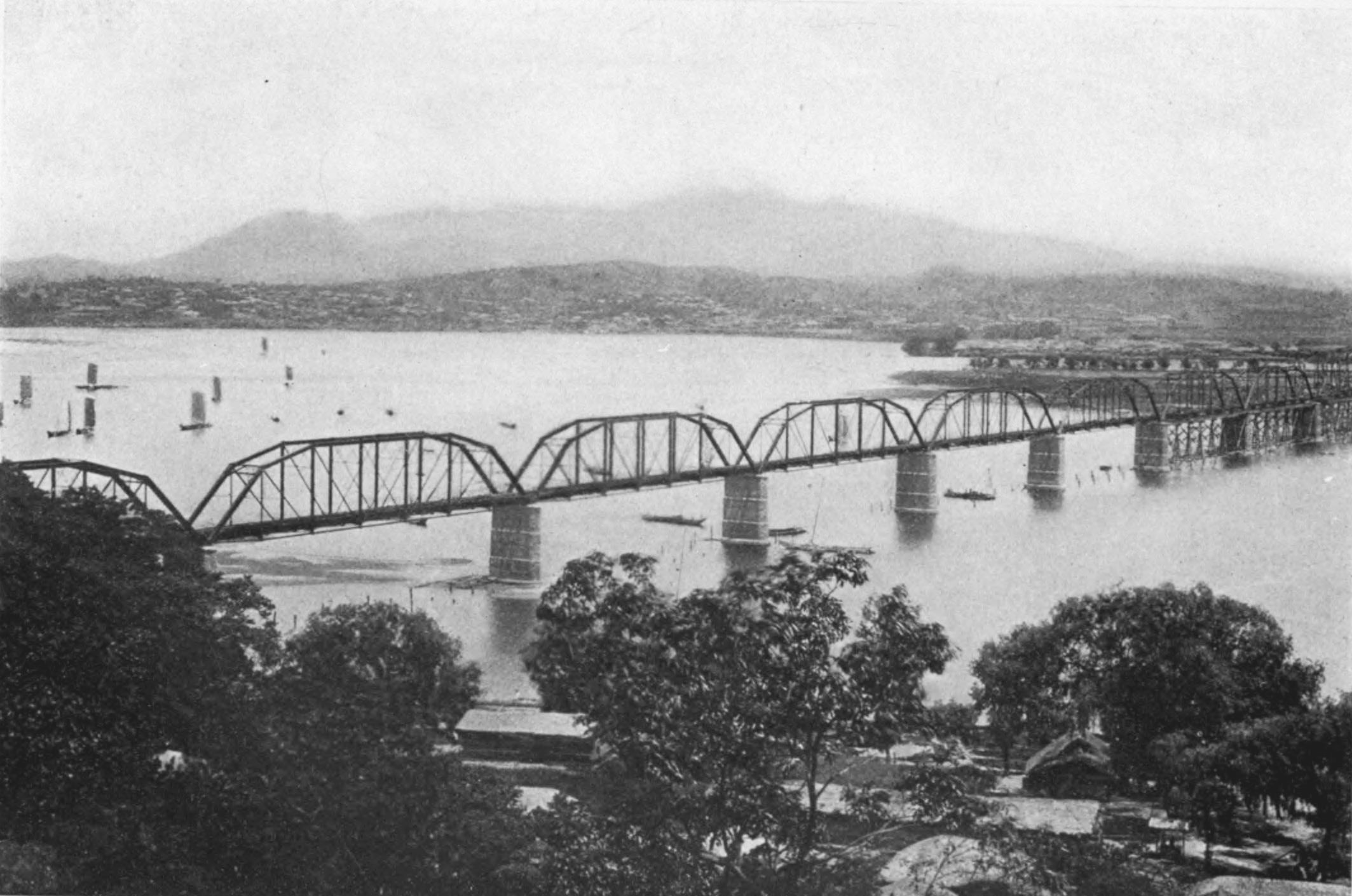
Hangang Railway Bridge

1883 wurde Japan ein 25-jähriges Monopol auf den Bau von Telegrafenverbindungen in Korea gewährt und der Bau einer Unterwasser-Telegrafenverbindung in der Koreastraße zwischen Busan und dem japanischen Nagasaki vereinbart. Verlegt wurde das Seekabel von der Great Northern Telegraph Company Nord, die damals bereits eine Telegrafenverbindung zwischen Russland (Wladiwostok), China (Shanghai), Hongkong und Japan (Nagasaki) betrieb. 1885 wurde mit China der Bau einer Telegrafenverbindung von Incheon über Seoul nach Pjöngjang (heute in Nordkorea) und zur chinesischen Grenze vereinbart. Korea baute 1888 eine Verbindung von Seoul nach Busan und 1891 von Seoul nach Wŏnsan (heute in Nordkorea). Nach dem Krieg 1894 versuchte Japan alle Telegrafenverbindungen zu kontrollieren, weshalb Korea dann beabsichtigte eine weitere Verbindung nach Russland zu bauen.
1898 wurde die Hanseong Electric Company gegründet, die die Aufgabe hatte, in Seoul eine Straßenbeleuchtung aufzubauen.
Um 1900 wurde eine Bahnlinie von Seoul nach Incheon eröffnet, wobei eine Brücke über den Fluss Han gebaut werden musste.
Von 1905 bis 1907 stieg die Staatsverschuldung stark an und am 29. Januar 1907 wurde ein Aufruf veröffentlicht, um Geld zur Rückzahlung dieser Schulden zu sammeln: „if we do not repay the national debt of 13 million won, we will have to give up our land in the future; so let us, the 20 million compatriots, stop smoking for three months and repay the national debt with that sum of money“ (deutsch: Wenn wir nicht die Staatsschulden von 13 Millionen Won zurückzahlen, werden wir unser Land verlieren; Also lasst uns, alle 20 Millionen Landsleute, für 3 Monate aufhören zu Rauchen und mit dieser Summe die Schulden bezahlen). Das war der Auslöser der Nationalen-Schuldentilgungs-Bewegung zwischen 1907 und 1908.
Im November 1909 wurde die Bank of Korea als Zentralbank gegründet. Nach der Annexion wurde am 15. August 1911 die Bank in Chōsen Ginkō (eng: Bank of Chosun) . umbenannt. Die Bank wurde 1950 aufgelöst und durch die Bank von Korea ersetzt.

### Wirtschaft unter der japanischen Herrschaft
Korea geriet unter japanische Besatzung und wurde am 22. August 1910 annektiert.  Japan förderte den Zufluss japanischen Kapitals in die weniger entwickelte koreanische Wirtschaft.  Infolgedessen geriet die Mehrheit der großen Unternehmen in Korea in japanischen Besitz und wurde von Japanern betrieben, wobei Schlüsselpositionen ausschließlich für Japaner reserviert waren. Koreanern war es nur erlaubt, in einfachen Tätigkeiten unter harten Arbeitsbedingungen zu arbeiten.  Der größte Teil der koreanischen Kohle-, Eisen- und Agrarproduktion wurde nach Japan exportiert.
Die 1908 in Japan gegründete Oriental Development Company übernahm das meiste nach der Besetzung beschlagnahmte Land und auktionierte es an japanische Industrielle.

### Zweiter Weltkrieg und danach
Nach dem Zweiten Weltkrieg und der Unabhängigkeit Koreas von Japan wurde die koreanische Halbinsel entlang des 38. Breitengrads in eine sowjetische und eine US-amerikanische Besatzungszone (1945–48) aufgeteilt. Nach dem Scheitern einer gesamtkoreanischen Regierung entstanden auf der koreanischen Halbinsel zwei getrennte Staaten, die Republik Korea im Süden und die Demokratische Volksrepublik Korea im Norden. Erster Präsident Südkoreas war Rhee Syng-man (Erste koreanische Republik: 1948–1960). Die wirtschaftlichen Folgen der Teilung waren erheblich: Einerseits war Südkorea die Reiskammer Asiens, andererseits war der Norden bis zum Mai 1948 ein wichtiger Energielieferant für den Süden. Der Abbruch der Handelskontakte nach Japan erschwerte die Lage Südkoreas zusätzlich. Zeitgleich gab es im Süden eine Versorgungskrise wegen der anhaltenden Benzin- und Stromknappheit.
Zwischen 1945 und 1950 wurde Land im Besitz von Japan und von japanischen Kolonisten beschlagnahmt und an Koreaner verteilt, genau wie ein Großteil des Landes im Besitz von Koreanern mit großem Landbesitz. Dazu wurde eine Obergrenze von 3 Hektar für bäuerliche Betriebe festgesetzt. Außerdem wurden die japanischen Industrieunternehmen enteignet und teilweise privatisiert.
Des Weiteren wanderten von 1945 bis 1949 zwischen 1,5 und 2 Millionen Koreaner aus Japan und den angrenzenden chinesischen Provinzen nach Südkorea ein.

### Koreakrieg und danach
Durch den Koreakrieg (1950–1953) wurde die Wirtschaft empfindlich getroffen, die wichtigsten Städte und ein Großteil der Infrastruktur wurden durch Kampfhandlungen zerstört und zahlreiche Fabriken beschädigt oder demontiert. Die Hauptstadt Seoul war besonders betroffen: Sie wurde bereits nach 3 Tagen erobert und 3 Monate später per Häuserkampf zurückerobert. Im folgenden Jahr wurde die Stadt erneut für wenige Monate vom Norden besetzt. Aus Nordkorea flohen etwa 1,2 Millionen Menschen nach Südkorea. Die Vereinten Nationen starteten nach dem Krieg ein Wiederaufbauprogramm, welches von der United Nations Korean Reconstruction Agency (UNKRA) organisiert wurde. Bis 1958 flossen auf diese Weise 127 Millionen US-Dollar (heute etwa 1 Mrd. US-Dollar) ins Land. Des Weiteren gab es noch bilaterale, internationale Hilfe, im Wesentlichen von den Vereinigten Staaten. Zusammen waren das etwa 200 Millionen US-Dollar pro Jahr. Die deutliche Unterstützung Südkoreas war zusammen mit der Unterstützung Frankreichs im Indochinakrieg Teil der Containment-Politik der USA. Für die UN wurde im Februar 1954 ein erster 5-Jahres Wirtschaftsplan erstellt, der „Nathan Report“.
Die Privatisierung früherer japanischer Vermögenswerte beschleunigte sich ab 1951. Bis 1953 erfolgte über die Hälfte der Privatisierungen. 1955 und 1956 wurden Unternehmen privatisiert und 1957 folgten Banken. Der Import von Kleidung aus Baumwolle wurde 1954 reguliert und 1956 ganz verboten. Das Gleiche galt für den Import von Mehl, der 1955 verboten wurde. Es wurden weitere, durchaus heftige Importzölle verhängt. Im Gegenzug unterstützte die 1954 gegründete Korea Development Bank (ursprünglich Korean Reconstruction Bank) heimische Unternehmer beim Aufbau und der Instandsetzung von Produktionsstätten für die so geschaffene Nachfrage. Die Korean Agricultural Bank entstand 1956–1958 und unterstützte die landwirtschaftliche Produktion. 1953 bis 1956 lag die Inflation bei etwa 30 % und von 1957 bis 1960 bei 2 % bis 3 %.
1955 entstand die liberale Demokratische Partei (1955) (Koreanisch: 민주당) (1955 bis 1961) in Opposition zu der von Rhee Syng-man gegründeten anti-kommunistischen Liberalen Partei (koreanisch: 자유당) (1951 bis 1970).
Die April-Revolution (April 1960) endete am 28. April 1960 mit Rhee Syngmans Flucht ins Exil auf Hawaii und im Juni 1960 begann die Zweite Koreanische Republik. Die Demokratische Partei gewann die Wahl und am 18. August 1960 wurde Chang Myon zum Ministerpräsidenten ernannt. Ein Militärputsch durch General Park Chung-hee am 16. Mai 1961 beendete die zweite Republik.

### Aufbauphase unter der Militärdiktatur

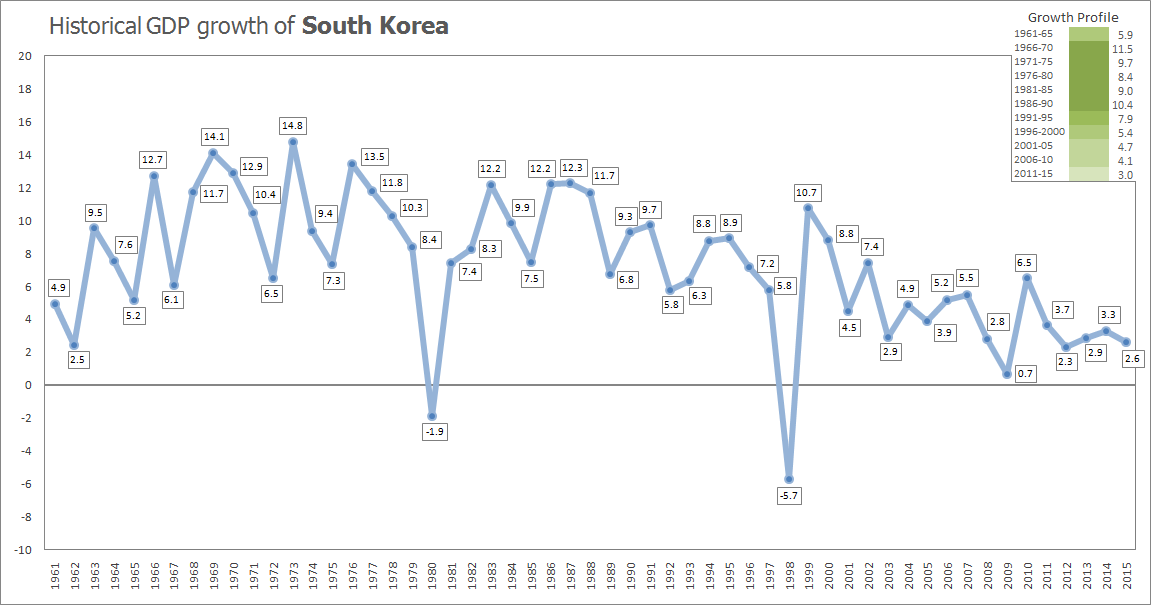
Wirtschaftswachstum 1961–2015

Nach und nach wurden unter dem Regime von Park Chung-hee (südkoreanischer Präsident von 1961 bis 1979) in den 1960er Jahren wirtschaftliche Reformen eingeleitet, welche Wachstum fördern sollten (Dritte koreanische Republik: 1963–1972, Vierte Koreanische Republik: 1972–1979). Die Reformen setzen vor allem im Bildungssystem an und betrafen auch die Landbevölkerung (Saemaul-Programm). Auch hohe Spar- und Investitionsraten räumten einen hohen Stellenwert in der Entwicklung ein. Zusätzlich begannen die USA und vor allem Japan in Südkorea zu investieren. Damit begann der Aufstieg Südkoreas, das als armes Agrarland begann, in weniger als vier Jahrzehnten, zu einem wohlhabenden Industrieland. In Anspielung auf den Fluss, der durch Seoul fließt, wird das als „Wunder vom Hangang“ bezeichnet.
Nachdem die politische Instabilität überwunden worden war, gründeten sich zahlreiche südkoreanische Firmen. Doch in der Regel gründete bereits bestehende Unternehmen Tochterunternehmen und so entstanden die Jaebeols. Dazu zählen Samsung, Hyundai, LG, Daewoo, Kia, SK, Ssangyong. Dieser Prozess war 1961 von der Regierung forciert worden, indem sie in den ersten Monaten nach dem Staatsstreich einige in vorigen Jahren zu Wohlstand gekommenen Unternehmern damit drohte deren Vermögen zu beschlagnahmen („illicit fortune makers“). In Folge dieser Aktion entstand der Industriehafen von Ulsan und die Federation of Korean Industries.
Die einzige erlaubte Gewerkschaft war die 1961 nach Vorstellungen der Regierung organisierte Federation of Korean Trade Unions (FKTU).
1961 richtete die Regierung einen Wirtschaftsplanungsausschuss ein, dessen Leiter stellvertretender Ministerpräsident war. 1962 verstaatlichte die Regierung die meisten Banken und es wurden staatliche Garantien für Kredite ausländischer Kreditgeber gegeben. Es gab ab 1962 5-Jahres-Wirtschafts-Entwicklungspläne (1962–66, 1967–71, 1972–76 und 1977–81), in denen unter anderem strategische Wirtschaftssektoren benannt wurden, in die investiert werden sollte. Im ersten Entwicklungsplan waren das die Textil–, Bekleidungs– und Schuhindustrie. In späteren Plänen folgten dann elektronische Geräte, Schwerindustrie, Schiffbau und Chemieindustrie. Unternehmen, die sich darauf einließen und erfolgreich diese Produkte exportierten, konnten beispielsweise günstige Bankkredite bekommen und durften Verträge mit ausländischen Unternehmen abschließen. Damit die Banken diese Investitionen finanzieren konnten, besorgte anfangs die Regierung im Ausland Kapital: Beispielsweise floss nach Abschluss des Grundlagenvertrags zwischen Japan und der Republik Korea von 1965 wieder japanisches Kapital nach Südkorea. Im Gegensatz dazu standen die Wirtschaftssektoren, die nicht vom Staat gefördert wurden, wie der heimische Dienstleistungssektor. Dieser wurde in der Regel von kleinen Unternehmen oder Selbstständigen dominiert, wie beispielsweise der Handel. Das änderte sich ab den 1980er Jahren, als erste Jaebeol diesen Markt entdeckten.
Von September 1965 bis März 1973 sendete Südkorea insgesamt etwa 350.000 Truppen und 100.000 zivile Arbeiter zur Unterstützung in den Vietnamkrieg.
Am 1. Februar 1968 begann der Bau der ersten Autobahn in Südkorea, dem Expressway 1, am 7. Juli 1970 wurde die gesamte Autobahn mit 2 × 2 Fahrspuren eröffnet (s. a.: Liste der Autobahnen in Südkorea).
Am 13. November 1970 starb Jeon Tae-il durch Selbstverbrennung. Er wollte damit gegen die Arbeitsbedingungen in den südkoreanischen Sweatshops demonstrieren.
Am 3. August 1972 wurde vom Präsidenten Park Chung-hee eine Notverordnung erlassen, die unter anderem zeitweilig alle privaten Schulden einfror, damit die Unternehmen einen Teil ihrer kurzfristigen Kredite (auch von Geldverleihern zu Wucherpreisen) durch längerfristige Kredite staatlich kontrollierter Finanzinstitute ersetzen konnten. Eine weitere wirtschaftspolitische Maßnahme zur besseren Finanzierung der südkoreanischen Unternehmen begann 1973. So wandelten von 1973 bis 1979 mehr als 300 Unternehmen zu börsennotierten Unternehmen um und Unternehmensanleihen wurden eingeführt.
Eine Reaktion auf die Ölpreiskrise der 1970er Jahre war die Expansion der heimischen Bauindustrie in den Nahen Osten, um Straßen, Hochhäuser, Häfen und Industrieanlagen zu bauen. Dazu gehörten Unternehmen wie Daelim Industrial, Hyundai E&C, Samsung C&T Corporation, Doosan E&C, GS E&C und Daewoo Construction. Es entstanden auch neue Unternehmen, wie beispielsweise Ssangyong Engineering & Construction 1977.
Park Chung-hee wurde am 26. Oktober 1979 vom Direktor des National Intelligence Service Kim Jae-gyu ermordet. Sein Nachfolger wurde Choi Kyu-ha, der jedoch schon nach wenigen Tagen durch einen Militärputsch von Chun Doo-hwan abgelöst wurde. Im März 1981 begann die Fünfte Koreanische Republik.

### Aufstieg zur führenden Wirtschaftsnation und Asienkrise
In den 1980er und 1990er Jahren verzeichnete die Wirtschaft ein jährliches Durchschnittswachstum von 8,6 % und stieg zur zwischenzeitlich elftgrößten Handelsnation der Welt auf. Der Staat entdeckte neue zu fördernde Industrien: Mikroelektronische Gerätehersteller, Halbleiter- und Autoproduzenten. Es wurden 5-Jahres-Wirtschafts- und Sozial-Entwicklungspläne aufgestellt (1982–86, 1987–91 und 1992–96), wobei nun auch Ausbildung, Forschung und Entwicklung gefördert wurden.
Auf den politischen Juni-Kampf von 1987 folgte Anfang Juli desselben Jahres der Große Arbeiterkampf, der zum Ende der staatlichen Kontrolle der Gewerkschaften führte. Ab jetzt durften Arbeiter offiziell Gewerkschaften gründen, weshalb die Zahl der Gewerkschaften sich von 1986 bis 1989 von 2742 auf 7883 verdreifachte und die Zahl der Gewerkschaftsmitglieder sich von 1 Million auf fast 2 Millionen verdoppelte. In den frühen 1990ern entstanden neue nationale Gewerkschaften und 1995 entstand dann schließlich die zweite auf nationaler Ebene organisierte Gewerkschaft Korean Confederation of Trade Unions (KCTU), die 1999 auch von der Regierung anerkannt wurde. Beide Massenstreiks hatten Anteil daran, dass es in Südkorea bei der Wahl 1988 zum ersten weitgehend unblutigen Machtwechsel von Präsident Chun Doo-hwan (1980 bis 1988) zu Roh Tae-woo (1988 bis 1993) kam. Ihm folgten die Präsidenten Kim Young-sam (1993 bis 1998) und Kim Dae-jung (1998 bis 2003).
1993 und 1994 vereinbarten die Gewerkschaft Federation of Korean Trade Unions (FKTU) und die Korea Employers Federation (KEF) mit staatlicher Unterstützung erstmals ein Lohnabkommen auf nationaler Ebene. 1995 gelang kein solches Abkommen mehr. Deshalb startete die Regierung im Mai 1996 eine neue Initiative, die Presidential Commission on Industrial Relations Reform (PCIRR), die sich zusammensetzte aus Vertretern von Gewerkschaften, Arbeitgebern, Wissenschaftlern und Vertretern der Öffentlichkeit. Die Kommission übermittelte Präsident Kim Young-Sam seine Empfehlungen, doch dieser beschloss stattdessen eigene Vorstellungen zu Arbeitsreformen umzusetzen, was zu nationalen Streiks und Protesten 1996 und 1997 führte. Im März 1997 lenkte Präsident Kim dann ein.
Seit 1995 ist das Land Mitglied der WTO. 1996 wurde Korea als 29. Mitglied in die Organisation für wirtschaftliche Zusammenarbeit und Entwicklung (OECD) aufgenommen.
Die internationalen Finanzmärkte haben Koreas wirtschaftliche Entwicklung positiv begrüßt, vor allem das anhaltend hohe Wachstum, die moderate Inflation, die hohen Sparrücklagen, die geringe Auslandsverschuldung und die erheblichen Überschüsse des Staatshaushalts. Dieser positive Ausblick auf die Wirtschaft wurde aber überschattet durch die schwierige Lage verschiedener Konzerne und Finanzinstitutionen. Diese ließ bei einigen ausländischen Investoren Zweifel an der koreanischen Wirtschaft aufkommen, was während der Asienkrise von 1997/1998 zu einer ernsthaften Liquiditätskrise führte. Das Schulden/Eigenkapital-Verhältnis im verarbeitenden Gewerbe war bis zur Krise sehr hoch: 1996: 317,1 %, 1997: 396,3 %, 1998: 299,2 %, 1999: 199,7 %. Im Frühjahr 1997 gingen einige Unternehmen in den Bankrott oder gerieten unter finanziellen Druck (23. Januar: Hanbo Steel, 19. März: Sammi Group, 21. April: Jinro Group, 15. Juli: Kia Group). Als dann bekannt wurde, dass andere asiatische Länder Hilfe beim IWF suchten, zogen die ausländischen Investoren massiv Gelder von der südkoreanischen Börse ab und die gerne von Handelsbanken genutzten kurzfristigen Kredite konnten nicht mehr refinanziert werden. Die Anzahl der Handelsbanken war von 1994 bis 1996 von 6 auf 30 gestiegen, wobei diese von den Jaebeols nicht nur zur Finanzierung der Handelsgeschäfte, sondern auch zur Unternehmensexpansion genutzt wurden (Risiko bei der Fristentransformation). Der Höhepunkt der Asienkrise war in Südkorea gegen Jahresende 1997 erreicht, als im Dezember zwei große Banken nationalisiert, 14 Banken vom börslichen Handel ausgesetzt und davon 10 im Januar 1998 geschlossen wurden. Der Wert des südkoreanischen Won war gegenüber dem US-Dollar im Dezember um bis zu 60 % im Verhältnis zum Wert von 1996 abgewertet, wobei der eigentliche Absturz erst im November 1997 begann. Problematisch war auch die Präsidentschaftswahl am 19. Dezember, bei der Präsident Kim Young-sam (1993–1998) von Kim Dae-jung (1998–2003) abgelöst wurde. Zur Überwindung der Asienkrise erhielt Südkorea Hilfe vom IWF, allerdings unter der Auflage, sein Finanzsystem zu reformieren und zu stärken. Im Jahre 2001 hat Südkorea seine Schulden beim IWF vollständig zurückgezahlt.

Eine Folge der Krise war eine besorgniserregende Arbeitslosigkeit. 

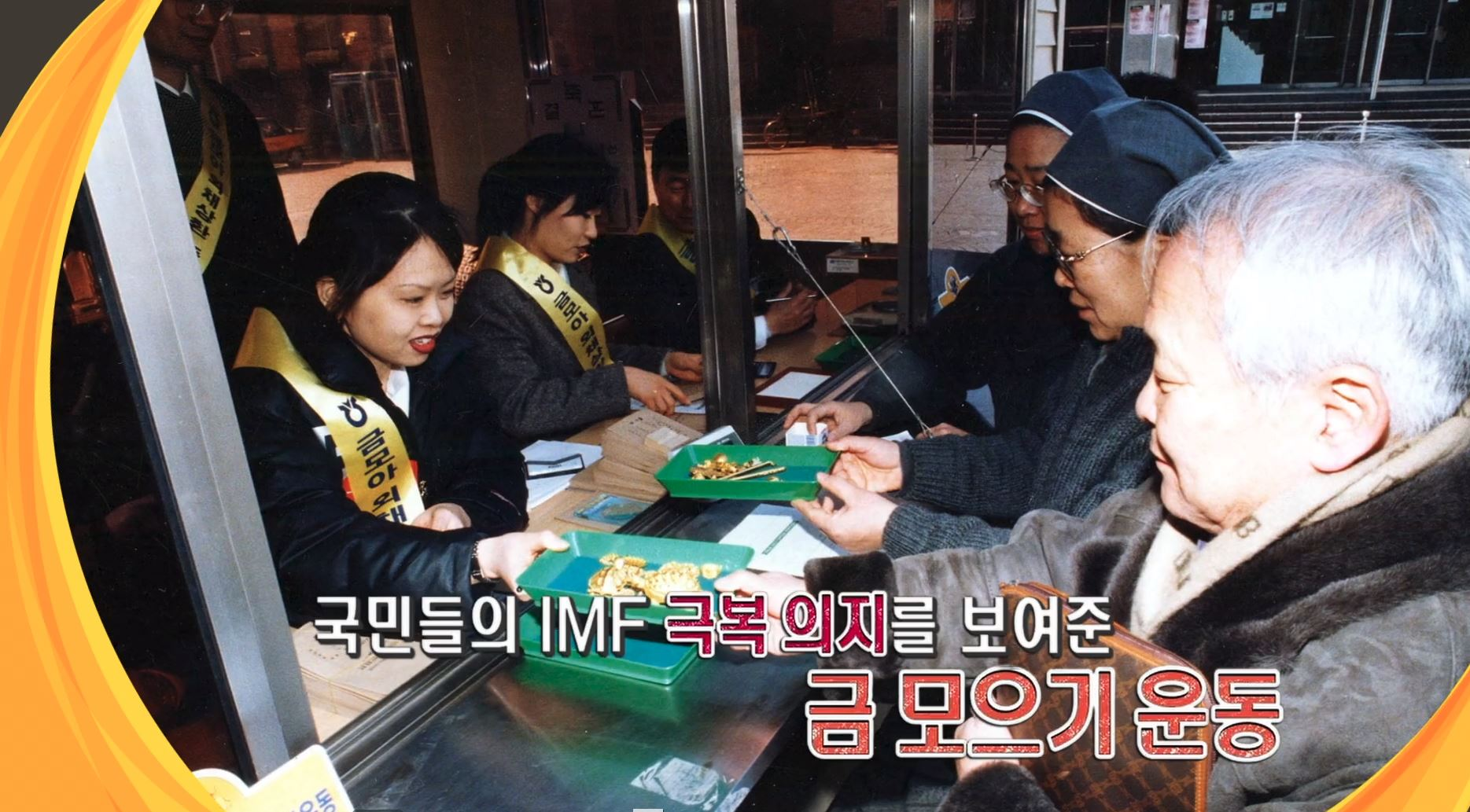
Gold-Sammel-Aktion 1998

Vom 5. Januar bis zum 30. April 1998 führte der öffentlich-rechtliche Rundfunkanstalt KBS eine nationale Kampagne, damit die Bürger Gold spenden, um so einen Teil der massiv gestiegenen staatlichen Schulden zurückzuzahlen. Es sollen 3,49 Millionen Menschen insgesamt 225 Tonnen Gold gespendet haben. Die großen Konzerne stießen ineffiziente Teilbereiche ab und begannen sich auf die jeweiligen Kernbereiche zu konzentrieren. Samsung entdeckte die Technologiesparte und Chipproduktion für sich und konnte seinen operativen Gewinn sowie auch den Marktanteil schrittweise steigern. Die Hyundai Group übernahm den in Insolvenz gegangenen Automobilhersteller Kia Motors und es entstand die Hyundai Motor Group. Hyundai weitete seinen Marktanteil auch außerhalb des koreanischen Marktes aus.
Präsident Kim Dae-jung griff die Idee seines Vorgängers auf und schuf 1998 mit der Tripartite Commission eine Kommission, die Staat, Arbeitgeber und Arbeitnehmer umfasste und Reformen diskutieren sollte. Die Kommission war mehrere Jahre lang aktiv. Auch in den Jahren nach 2000 wurde die Idee eines nationalen Dialogs zwischen Gewerkschaften, Arbeitgebern und Staat immer wieder aufgegriffen, bsw. nach der Weltfinanzkrise 2009.

### Ab 2000

Wechselkurs des Euro zum Won seit 1999

Die Weltfinanzkrise 2008/2009 konnte Südkorea gut überstehen. Trotz schwacher Konjunkturdaten aus Europa und Übersee hielt das Wirtschaftswachstum aufgrund gestiegener Nachfrage in der Volksrepublik China und anderer Schwellenländer weiterhin an. Unterstützt wurden die Exporteure durch den starken Kursrückgang der eigenen Währung, der seit Jahresanfang 2008 gegenüber US-Dollar und Euro um etwa ein Drittel abwertete.
Chey Tae-won – Neffe des Firmengründers der SK Group und bis zum Dezember 2012 dessen Vorsitzender – wurde im Januar 2013 zu 4 Jahren Haft verurteilt. Er wurde im August 2015 von Präsidentin Park Geun-hye (2013–2017, Jayu-hanguk-Partei, Tochter von Ex-Präsident Park Chung-hee) begnadigt. Sie selber wurde im Dezember 2016 vom Amt suspendiert, am 10. März 2017 durch das Verfassungsgericht ihres Amtes enthoben (s. a.: Bewegung für den Rücktritt von Präsidentin Park Geun-hye) und ab 2018 in mehreren Gerichtsverfahren unter anderem wegen der Annahme von Bestechungsgeldern zu einer Haftstrafe von 20 Jahren und einer hohen Geldstrafe wegen Korruption und anderer Verbrechen verurteilt. Nachfolger wurde Moon Jae-in (2017–) von der Deobureo-minju-Partei.
Am 1. Juli 2011 ist das Freihandelsabkommen zwischen der EU und Südkorea vorläufig in Kraft getreten. Schrittweise werden so gut wie alle Zölle für gewerbliche Waren und landwirtschaftliche Erzeugnisse bis zum 1. Juli 2016 abgeschafft. Weitere Vereinbarungen betreffen beispielsweise den Abbau nichttarifärer Handelshemmnisse. Die südkoreanischen Exporte in die EU stiegen von 2010 bis 2016 von 38,6 Mrd. auf 41,4 Mrd. Euro, die Exporte der EU von 28,0 Mrd. auf 44,5 Mrd. Euro. Dienstleistungen und Investitionen entwickelten sich ebenfalls sehr positiv.
Weitere Freihandelsabkommen hat Südkorea beispielsweise mit Singapur (KSFTA, 2006), Kanada (CKFTA, 2015), Australien (KAFTA, 2014), Indien (CEPA, 2009) und den Vereinigten Staaten (KORUS FTA, 2007 und nachverhandelt 2010 und 2018). Es gibt ein Handelsabkommen mit China (CSKFTA, 2015) bei dem schrittweise, über einen Zeitraum von 20 Jahren hinweg, die Zölle gesenkt werden. Bis 2021 wurde bereits Zollfreiheit für 55 % des bilateralen Handels erreicht.
Im November 2020 wurde das Handelsabkommen Regional Comprehensive Economic Partnership (RCEP) abgeschlossen, welches alle ASEAN-Mitglieder, plus China, Japan, Südkorea (ASEAN Plus Three) und Australien und Neuseeland umfasst. Auch hier sollen über einen Zeitraum von 20 Jahren hinweg bestimmte Ziele erreicht werden.
Der Luft- und Raumfahrtkonzern Korea Aerospace Industries begann im Sommer 2020 mit der Endmontage des ersten Prototyps des Mehrzweckkampfflugzeugs KAI KF-21. Der Erstflug ist für Juli 2022 geplant und nach einem vierjährigen Testprogramm ist die Auslieferung ab 2026 vorgesehen. Es sollen 65 % der Bauteile aus koreanischer Produktion stammen. Der Konzern entwickelt seit den 2000er Jahren mit wechselndem Erfolg die orbitalen Trägerraketen mit der Bezeichnung Korea Space Launch Vehicle.